# Roman Erben
Roman Erben (* 3. října 1940 Praha) je český básník, esejista, výtvarník, fotograf, designér a typograf.

## Život
Po ukončení jedenáctiletého ruského gymnázia vystudoval strojní fakultu Českého vysokého učení technického v Praze (1957–1962). Pracoval jako inženýr v oborech průmyslové automatizace a stavebních strojů, externě působil jako arteterapeut ve Výzkumném ústavu psychiatrickém v Bohnicích (1969–1972).
Od 60. let se intenzivně věnoval i umělecké tvorbě, zejména kresbě a grafice, začal psát také verše, které však vyšly až v 90. letech. Od roku 1964 se účastní aktivity pražské surrealistické skupiny UDS, v roce 1968 je přijat do Svazu čs. výtvarníků jako čekatel. Od roku 1972 spolupracuje s revuí Phases, kterou v roce 1954 založil Édouard Jaguer. Připravoval grafickou podobu časopisů Analogon, Skauting, či Větrník, po roce 1972 však již nemohl být zaměstnán v médiích a byl grafikem v podniku Stavoservis. Výstava jeho kreseb a grafiky "Neilustrace" v pražském Památníku písemnictví byla v roce 1974 zakázána. 
Roku 1980 emigroval do Německa, kde se živil mj. jako designér, ilustrátor, kreslíř a fotograf. V květnu 1982 byl přijat do Landesberufsverbandu Bildender Künstler Bayern. Na mnichovském Media-digital-Institutu absolvoval postgraduálně CAD-Design (1987), v letech 1993–1997 řídil a vydával literárně výtvarnou revui Humus. Koncem devadesátých let vedl prázdninové výtvarné kurzy – Sommerakademie pro děti v Aschheimu u Mnichova.

## Dílo
- Uhlí – bibliofilie s šestnácti litografiemi autora, Praha 1967
- Bois – avec 16 lithographies
- Pierraille – avec 16 lithographies
- Holky v lese – bibliofilie s deseti kresbami, Praha 1972
- Kalmarský domek – bibliofilie s šesti barevnými litografiemi autora, Praha 1973
- Bougainvillée – bibliofilie s pěti barevnými litografiemi autora, Praha 1974
- Artyčoky chána Kučuma – básně z let 1962–1989, Torst 1995
- Honitba v salónu – básnicko-beletristické texty z let 1990–2004, Concordia 2004
- L´Effet miroir – bilingvní vydání básnických textů, spoluautoři Nicole Espagnol a Alain Joubert, Ab irato 2008
- Šero v holubníku – eseje, fejetony a poznámky z let 1978–2009, Pulchra 2010
- Úlety – "aforismy" a poznámky, Protis 2011
- Events a jiné drobné akce – texty ke kresbám a obrazům, Paper Jam 2013
- Trombonové chvění – básně k obrazům, Paper Jam 2019
- Trylky – kresby spojené s texty, Paper Jam 2019
- Jak se kreslí svět – kresby a texty, Paper Jam 2020
- Humus – reedice 4 čísel časopisu 1993–1997, Paper Jam 2021
- Lakovat choroše – básně a texty, Paper Jam 2022
- Fotografie, koláže, počítačová grafika – monografie, Paper Jam 2024

Kresby, malby, koláže a fotografie vystavoval v České republice, Polsku, Francii, Itálii, Portugalsku, Anglii, Německu, Rakousku, USA, Kanadě, Švýcarsku.

### Samostatné výstavy
- Galerie na Karlově náměstí / Praha 1963, (společně s Františkem Vodákem, po krátké době zakázaná)
- Galerie mladých Mánes / Praha 1971
- Galerie Junge Generation / Wien 1972
- L´envers du Miroir / Paris 1972
- Galerie Státního Židovského muzea / Praha 1972
- La Voûte / Montreaux 1972
- Galerie Matrix / Indiana University, USA 1972
- Mascotte / Basel 1974
- Galerie Werkstatt / Gelsenkirchen 1980
- Galerie Neuhausen / München 1982
- Kulturzentrum Dachau 2007
- Galerie PM / Písek 2013
- Galerie VÚ Most 2013-2014
- Libri prohibiti / Praha 2014
- Galerie Nová síň / Praha 2021[4][5]

### Účast na výstavách
- Galerie Ferro di Cavallo / Roma 1968
- Galerie HB / Havlíčkův Brod 1968
- Galerie Ostrov nad Ohří 1969
- Galerie des Ponchettes / Nice 1972, Lille 1972
- Galerie Verrières / Lyon 1975
- Galerie Black Swan / Chicago 1976
- Galerie Malombra / Paris 1977
- Galerie Estoril / Estoril 1977
- Camden Arts Centre / London 1978
- Museo de Arte / Mexico 1979
- Centre culturel d´Épinal / Épinal 1981
- Galerie Verrières / Lyon 1983
- Exposicao international surrealismo / Lisboa 1984
- Galerie Taormina dell´Arte / Le Havre 1986
- Galerie Sainte-Anne / Montluçon 1987
- Galerie d´Art / Matane Québec 1989
- Collège de la Pocatière / Québec 1990
- Galerie Lumière Noir / Montréal 1991
- Galerie "1900-2000" / Paris 1991
- Galerie 13 / Hannover 1991, 1994
- Galerie GI / Zielena Góra 1993
- Aula Vysoké školy výtvarného umění / Poznaň 199
- Galerie PM / Písek 2000, Galerie Vltavín / Praha 2008
- Letohrádek Hvězda / Praha 2011

### Zastoupení v publikacích
- Vratislav Effenberger: Výtvarné projevy surrealismu, Odeon 1969
- Dictionnaire Général du Surréalisme et de ses Environs, Office du Livre, Fribourg 1982
- Sensibilités contemporaines: 70 artistes d´origine tchèque et slovaque hors Tchécoslovaquie: 1970–1984, Geneviève Bénamou 1985
- Das surrealistische Gedicht, Zweitausendeins 1985
- Literatur in München / OstMittelEuropa, Kulturreferat der Landeshauptstadt München 1994
- La poésie tchèque en fin de siècle, Sources, Namur 1999
- Přirozené známosti, výstavní katalog, Prácheňské muzeum v Písku 2000
- Nedopitá láhev, Concordia 2002
- Antologie české poezie 1986-2006, Dybbuk 2007
- Antologie českého rozhlasového fejetonu 2002-2004, Concordia 2004
- O fejetonu, s fejetonem, Karolinum 2007
- Pokusy a dobrodružství: poznámky k eseji, Karolinum 2008, Sborník literární revue Weles 35-36, 2009
- Mácha redivivus (1810-2010), Academia 2010
- Tracce cahier d´art 2011
- Piu vicino alla realta di Roman Erben, Literární noviny 2012
- Blíž skutečnosti, Boty plné domova, texty a kresby, Živel 2012, č. 35, rozhovor s Radimem Kopáčem, To už je lepší být větrným mlýnem!, etc.
- La tortue – lievre, No. 35, 42, 47, 53, 79
- Infosurr, No. 83, 157
- Alain Joubert: La clé sur la porte, Éditions Maurice Nadeau 2016
- Kalendář Mezinárodního Transpersonálního centra HOLOS, 13 ilustrací
- Každý ji zná tak bude maskovaná, 66 současných básní o Praze, Malvern 2022
- UNI kulturní magazín 12/24 Kdo je Roman Erben, Radim Kopáč
- Psychedelika v Česku a na Slovensku, Curacura z.s. 2024

### Grafická úprava a ilustrace
- Vratislav Effenberger: Výtvarné projevy surrealismu, grafická úprava, Odeon 1969
- Analogon 1. číslo, grafická úprava, ilustrace, Čs. spisovatel 1969
- IDIOTI pantomima Alfreda Jarryho, návrh a grafická úprava katalogu 1970
- Willy Lorenz: Dialog s českou zemí, obálka a ilustrace, Gemini 99 / 2002
- Julian Tuwim: Znáte tenhle? Židovské anekdoty, obálka a ilustrace, Gemini 99 / 2000
- Adolf Guggenbühl-Craig: Manželství je mrtvé, ať žije manželství! obálka, Gemini 99 / 2001
- Petr Král: Bar příroda, Budoucnost 5 km, obálka a ilustrace, Cherm 2004
- Petr Král: Místo pro hastroše (Place aux Épouvantails), obálka 2017
- Radim Kopáč: Hvizd žlutého inkoustu (a facka), obálka a ilustrace, Concordia 2003
- Antologie českého rozhlasového fejetónu 2002 – 2004, obálka, Concordia 2004
- Jan Gabriel: Nerozvěšené obrazy, obálka, Pulchra 2010
- Zuzana Pavlová: Hledání jiných věcí, 7 ilustrací a barevná obálka, Malvern  2024
- Roman Erben: Die kleine Bauerfamilie, 40 karikatur, Wolfratshausen, 1985
- Highlights and Headlines, Nachschlagewerke / Ratgeber / Kartographie, grafická úprava, Bertelsmann Verlag 1991
- Die Mappe, Deutsche Malerzeitschrift, 12 čísel, obálky, 1987
- W.Matthias Frank: Dein Recht als Patient, obálka a ilustrace, R. Kovar 1988
- Herman Weidelener: Innere Weisheit, obálka, Goldmann 1989
- Brigitte Heidebrecht: Lebenszeichen, Gedichte, obálka, Goldmann 198
- Das grosse Stanislaw Jerzy Lec Buch, obálka, Goldmann 1990
- Brigitte Heidebrecht: Folge mir, sprach mein Schatten, Märchen und Geschichten, obálka, Goldmann 1990
- Kathleen van de Kieft: Die innere Quelle, obálka, Goldmann 1990
- Martin Cruz-Smith: Sing, Zigeuner, sing..., obálka, Goldmann 1990
- David Lindsey: Kalter Amok, obálka, Goldmann 1991, Bernd Sülzer: Tage des Zorns, obálka, Goldmann 1991
- Edgar Wallace: Der Hexer, obálka, Goldmann, Sonderausgabe 1991
- J. M. Dillard: Avra, obálka, Goldmann 1992
- Robert Littell: Spion im Spiegel, obálka, Goldmann 1992
- Thomas Erben: Das Schattenspiel, grafická úprava a ilustrace, Studio Ronx, München 2003
- fotografický cyklus Hranice a Kontakty, etc

Své texty, básně a kresby dále publikoval v řadě literárních periodik a výtvarných revuí.

## Galerie

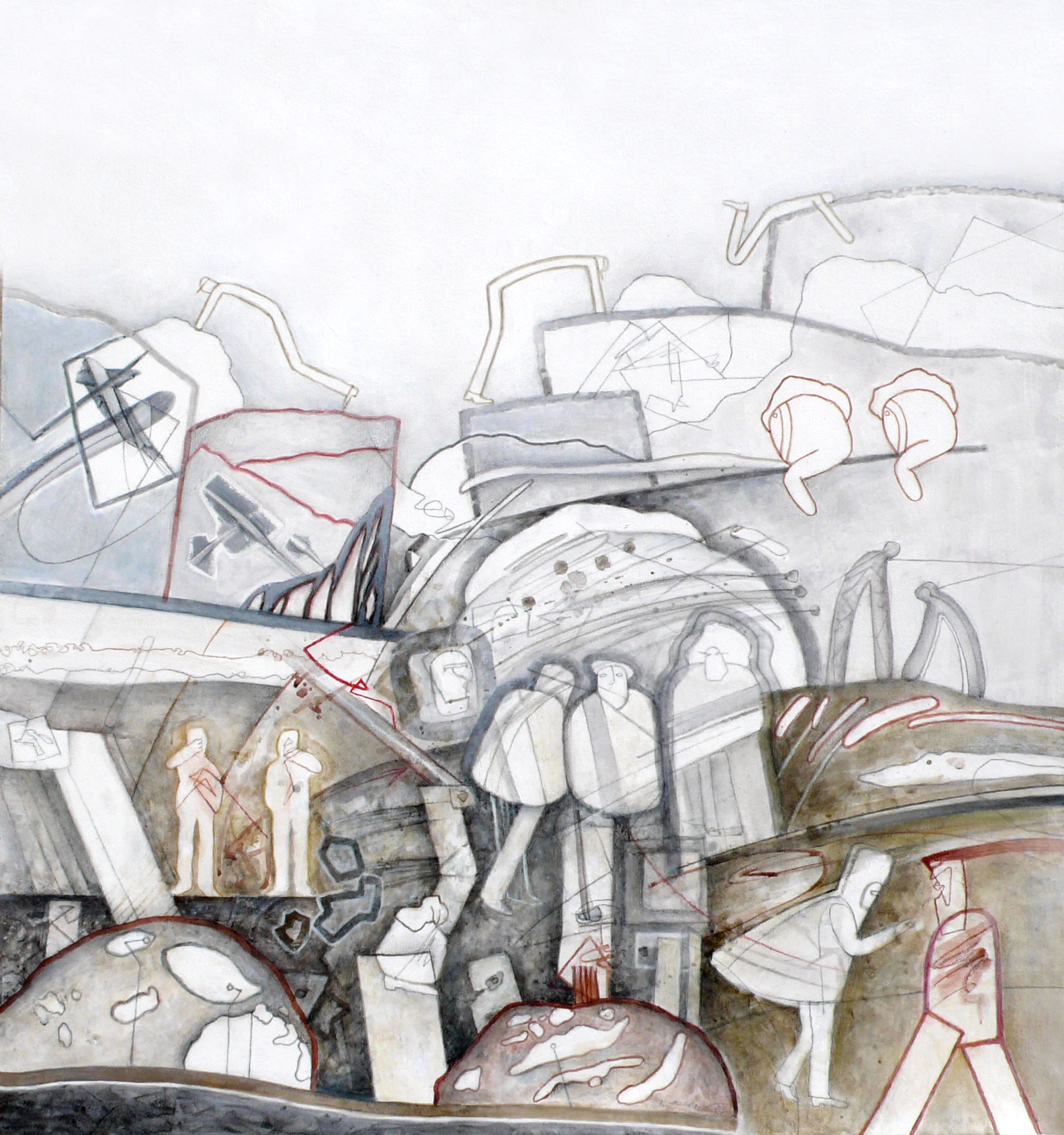
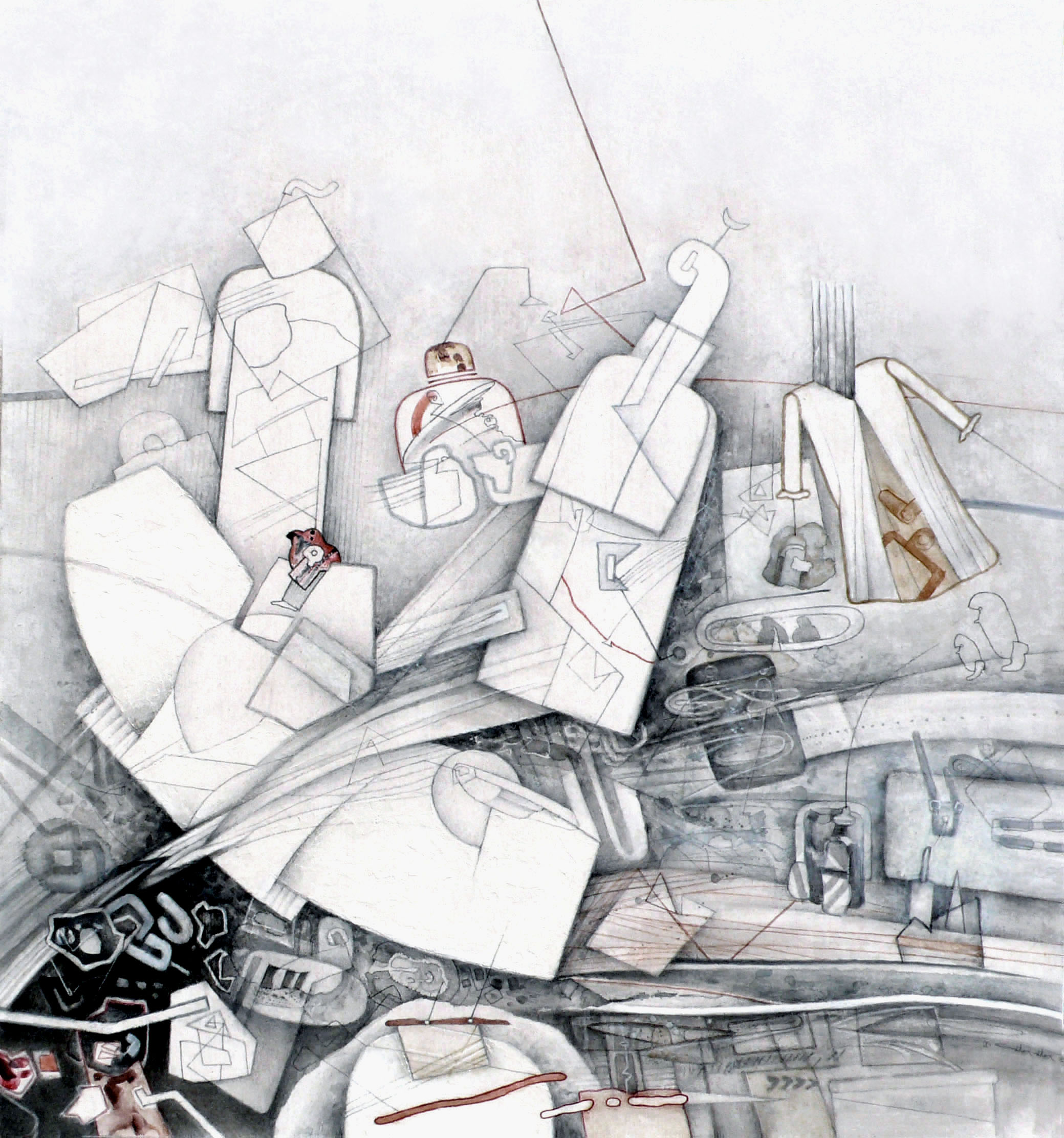
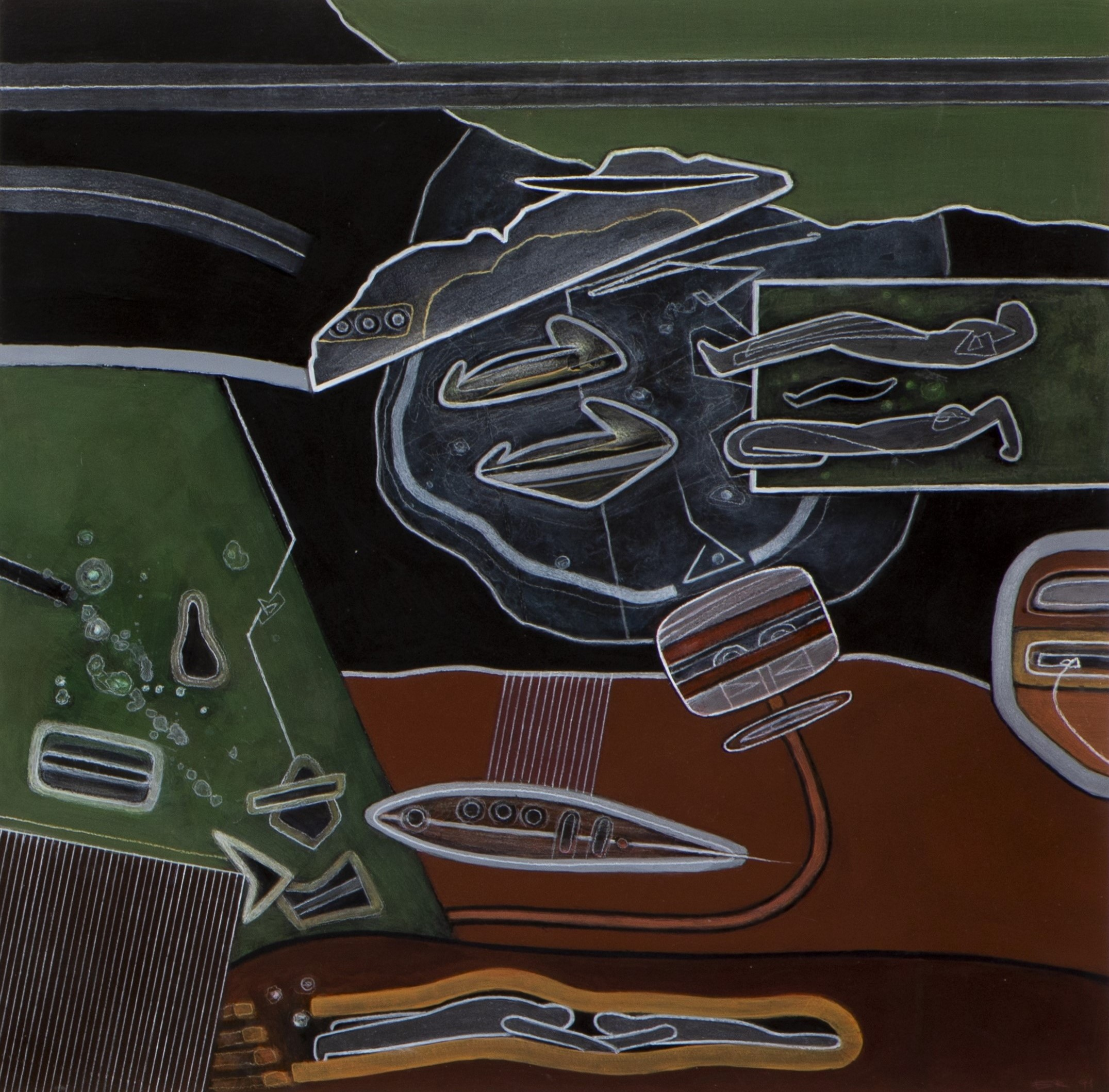
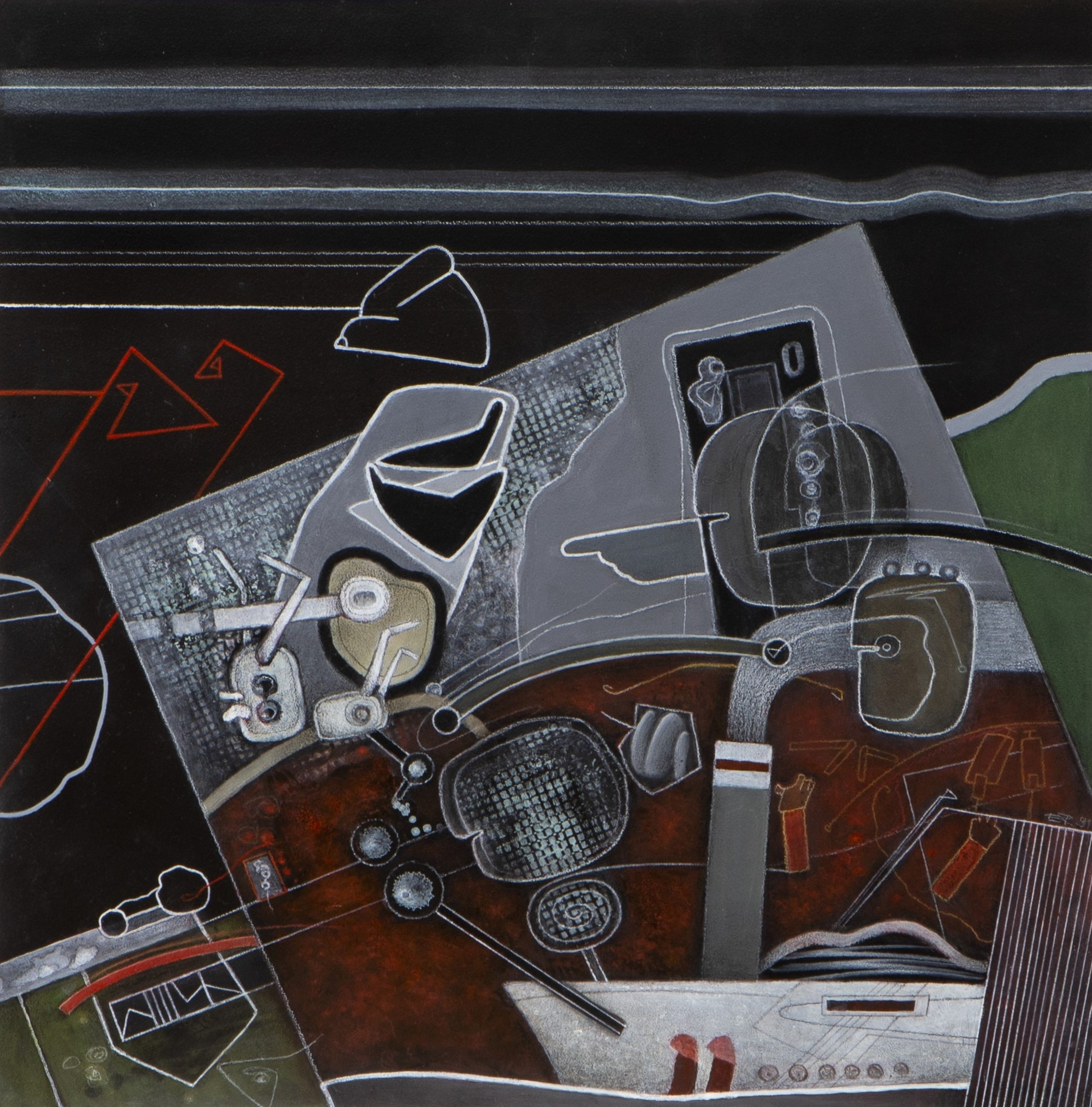
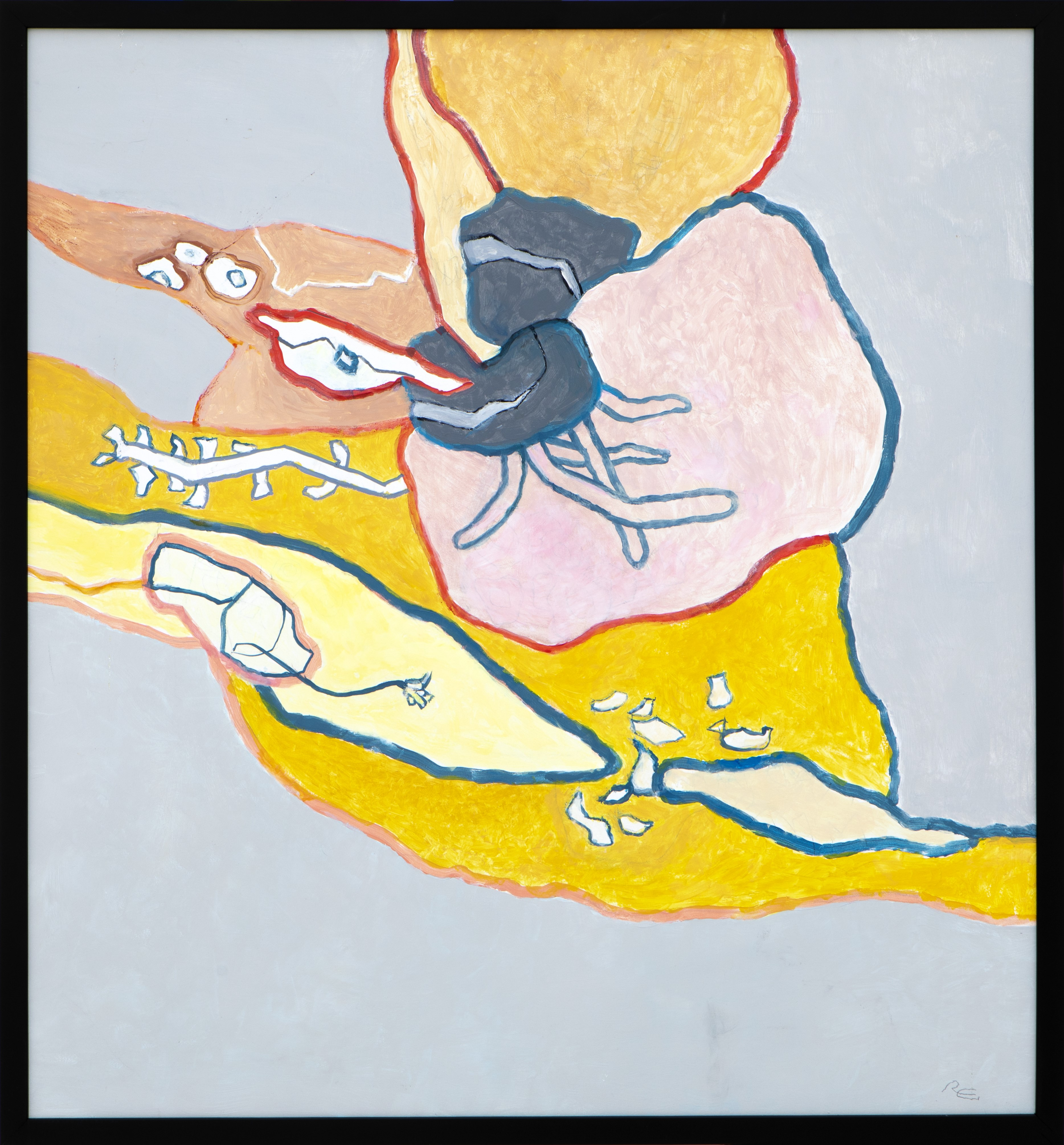
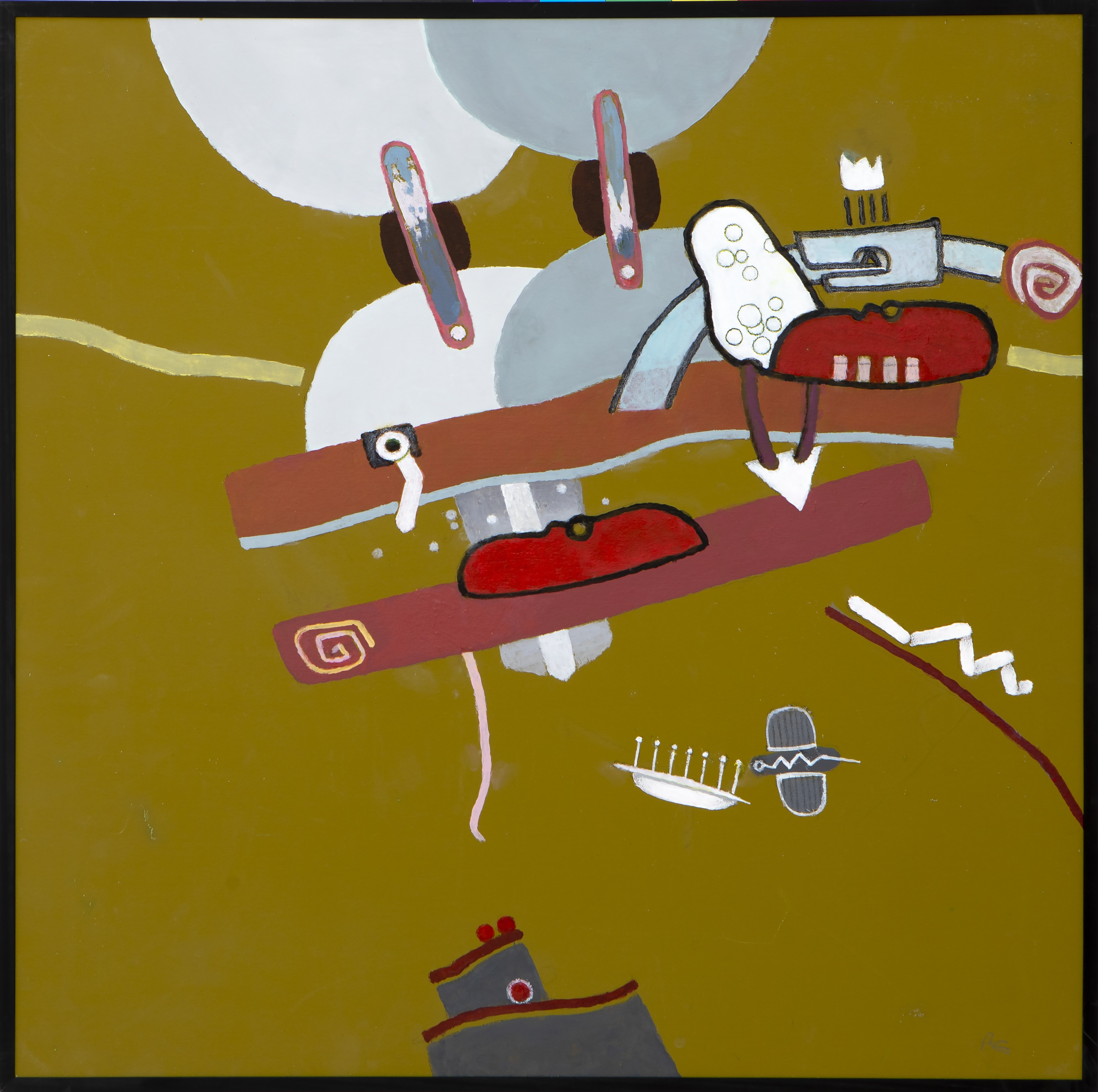
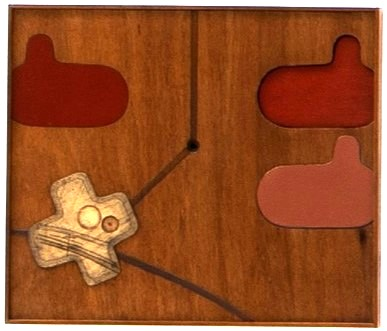
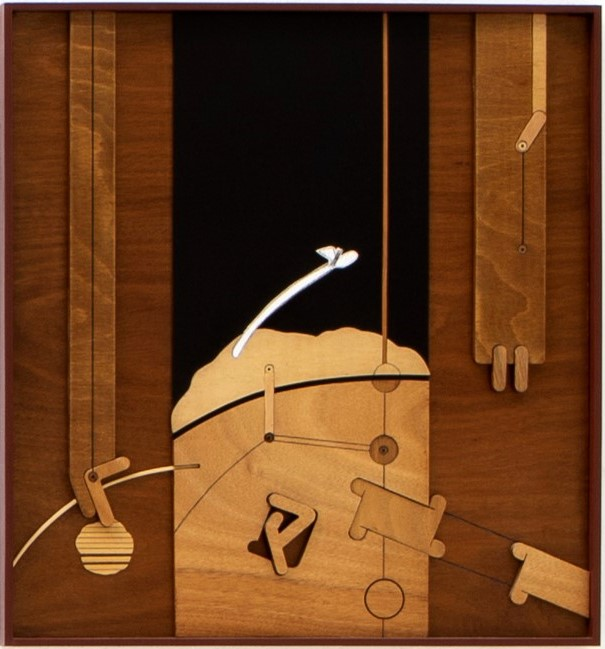
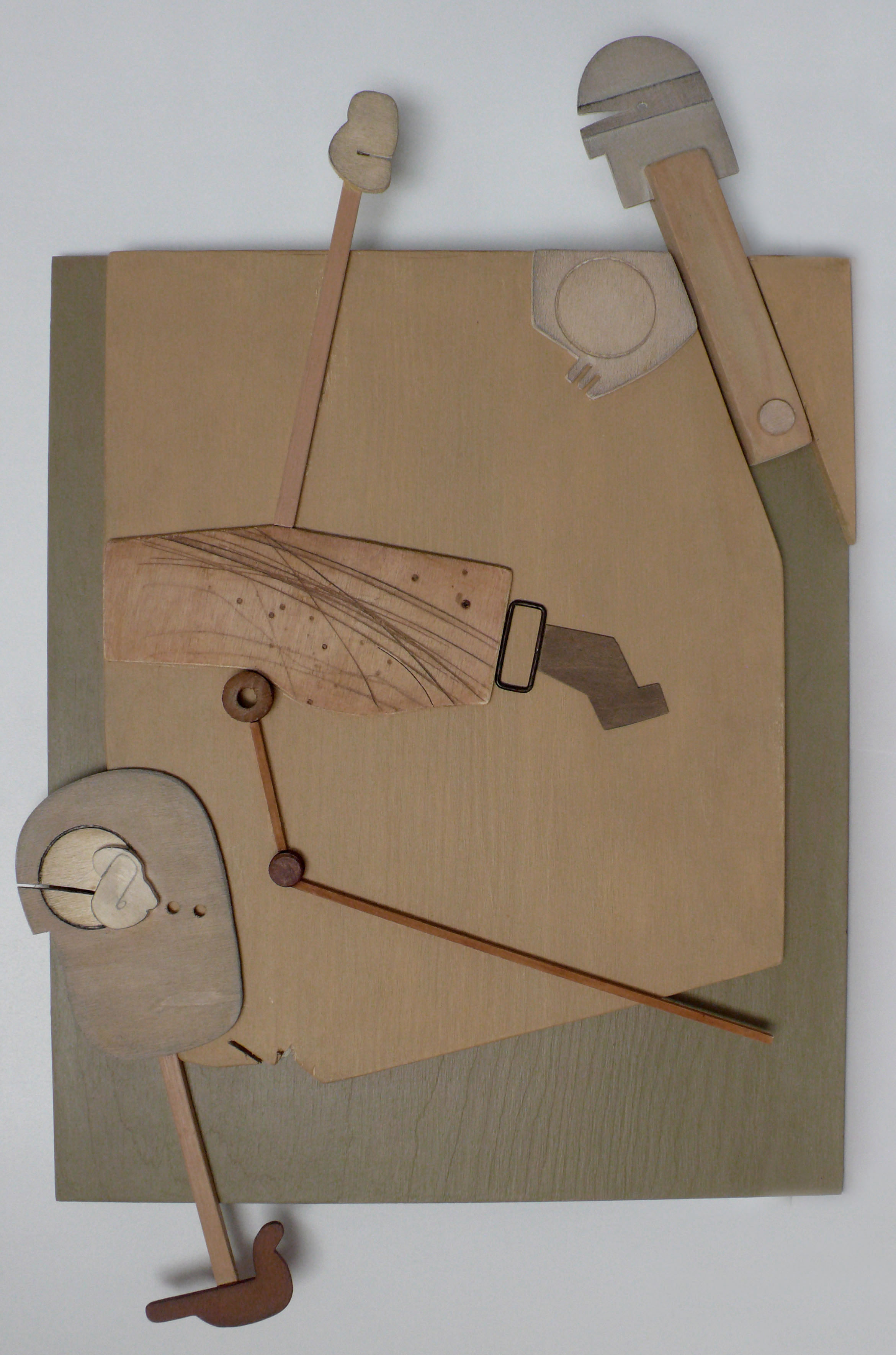
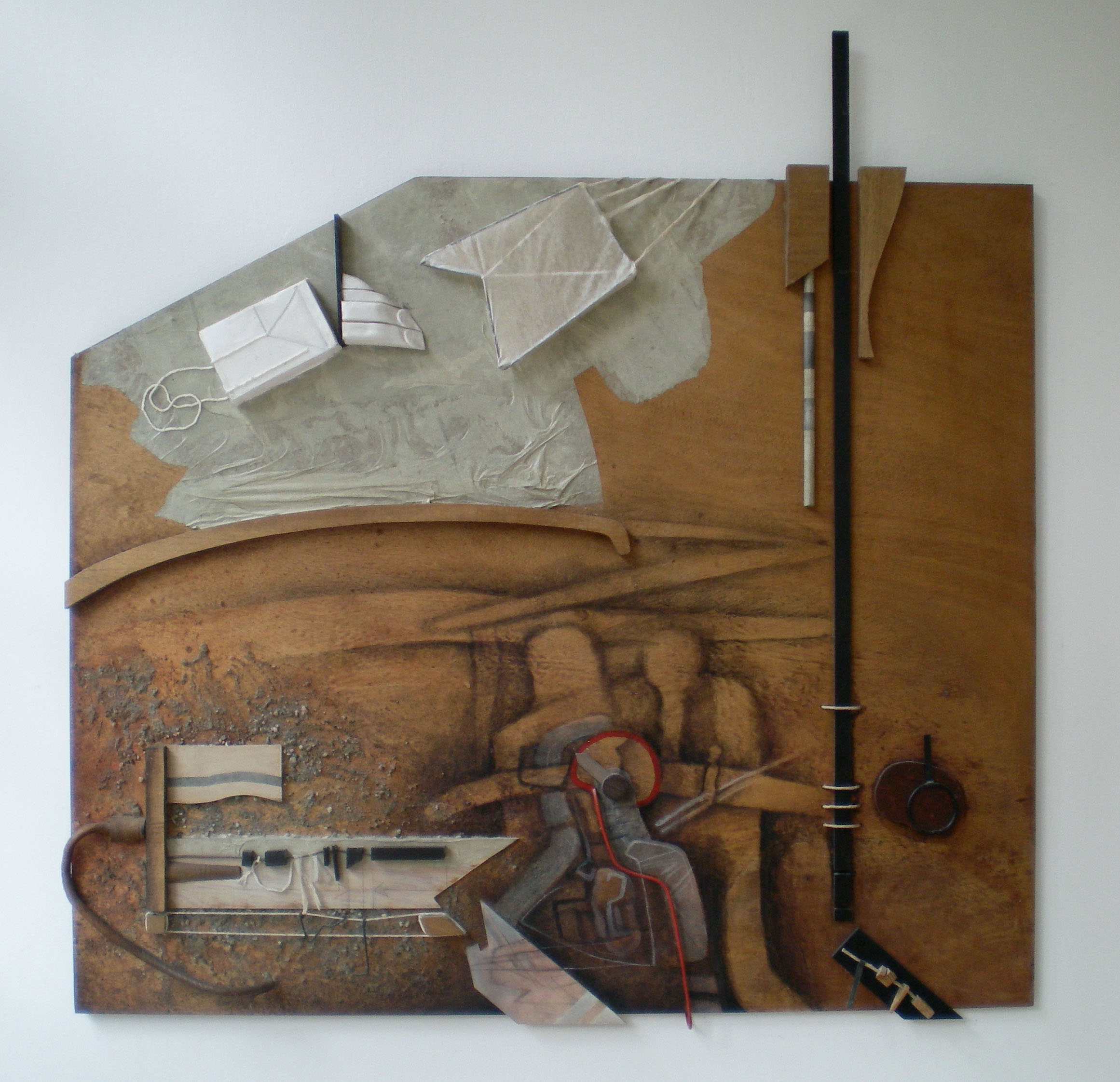
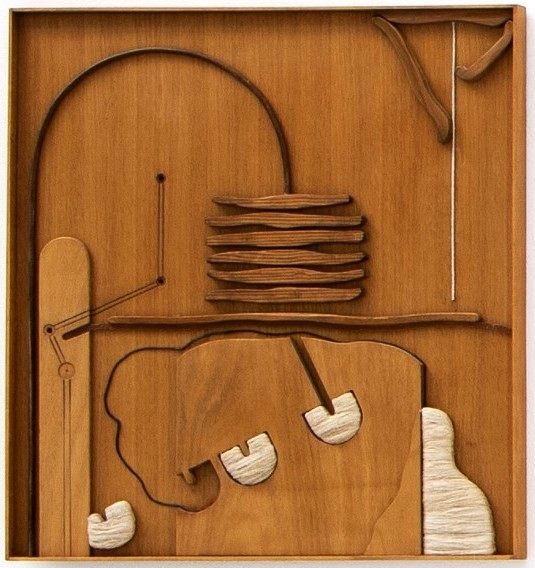
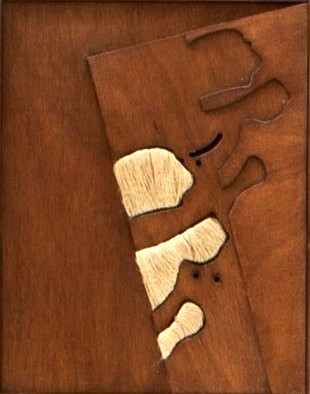
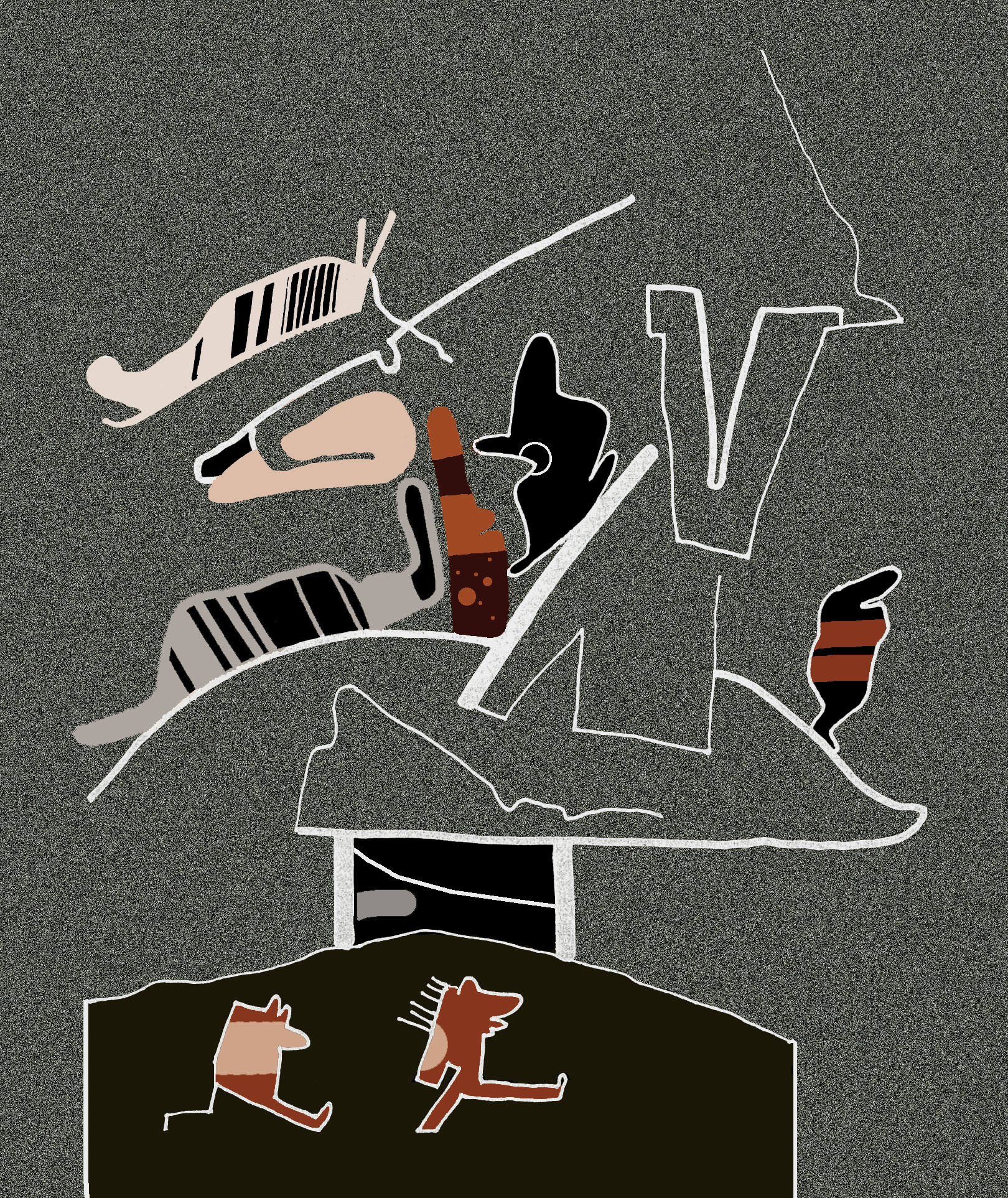
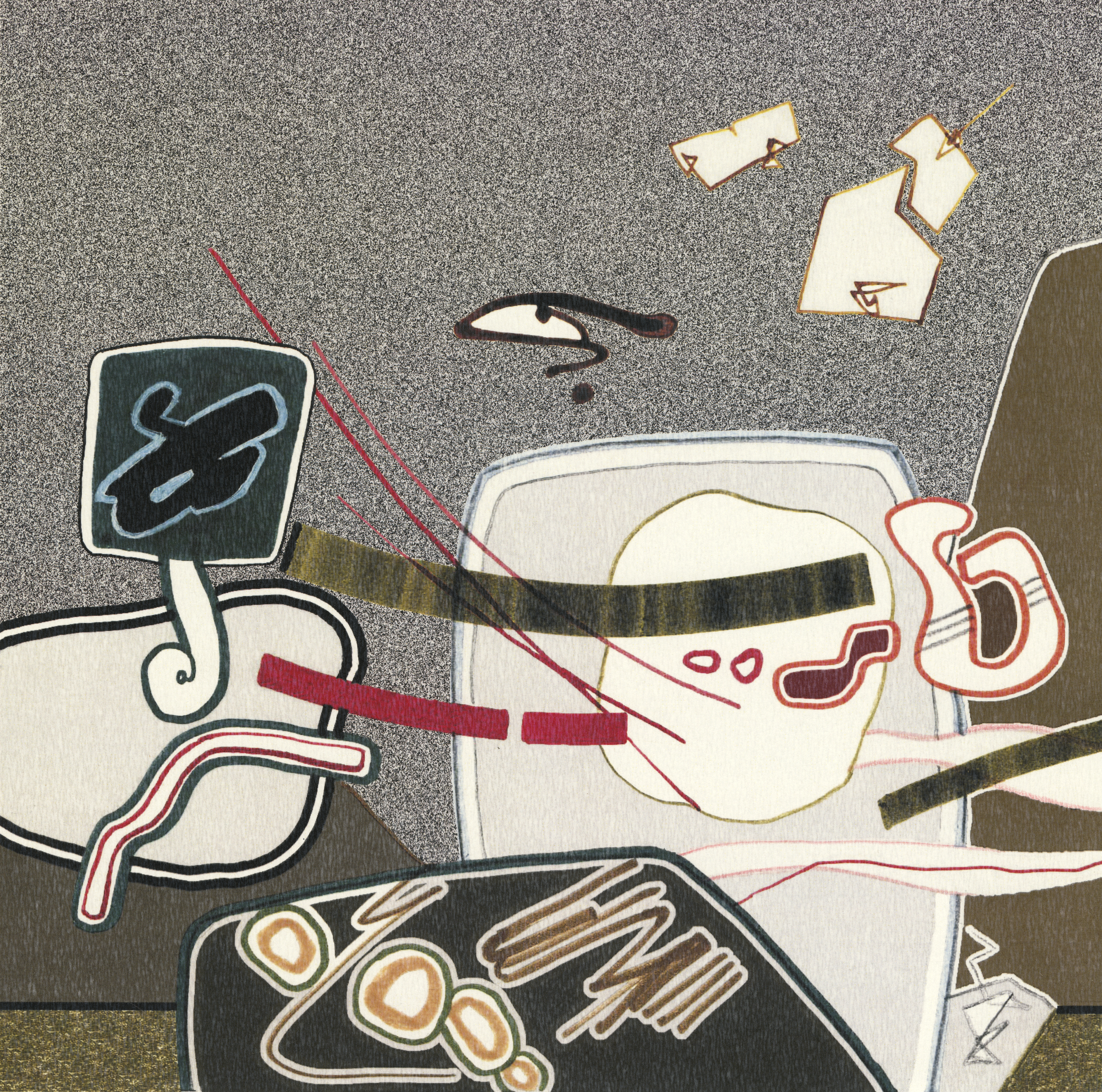
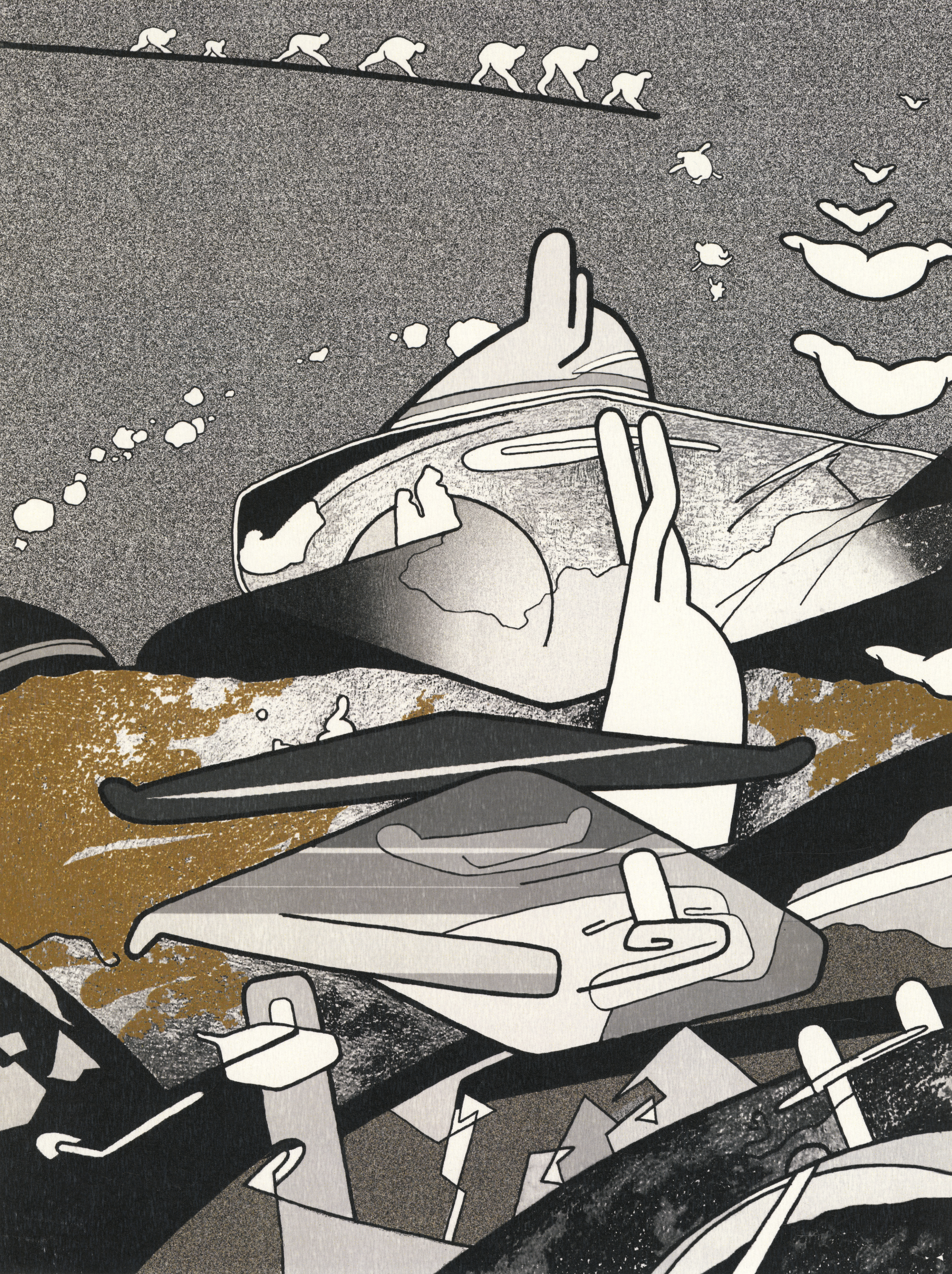
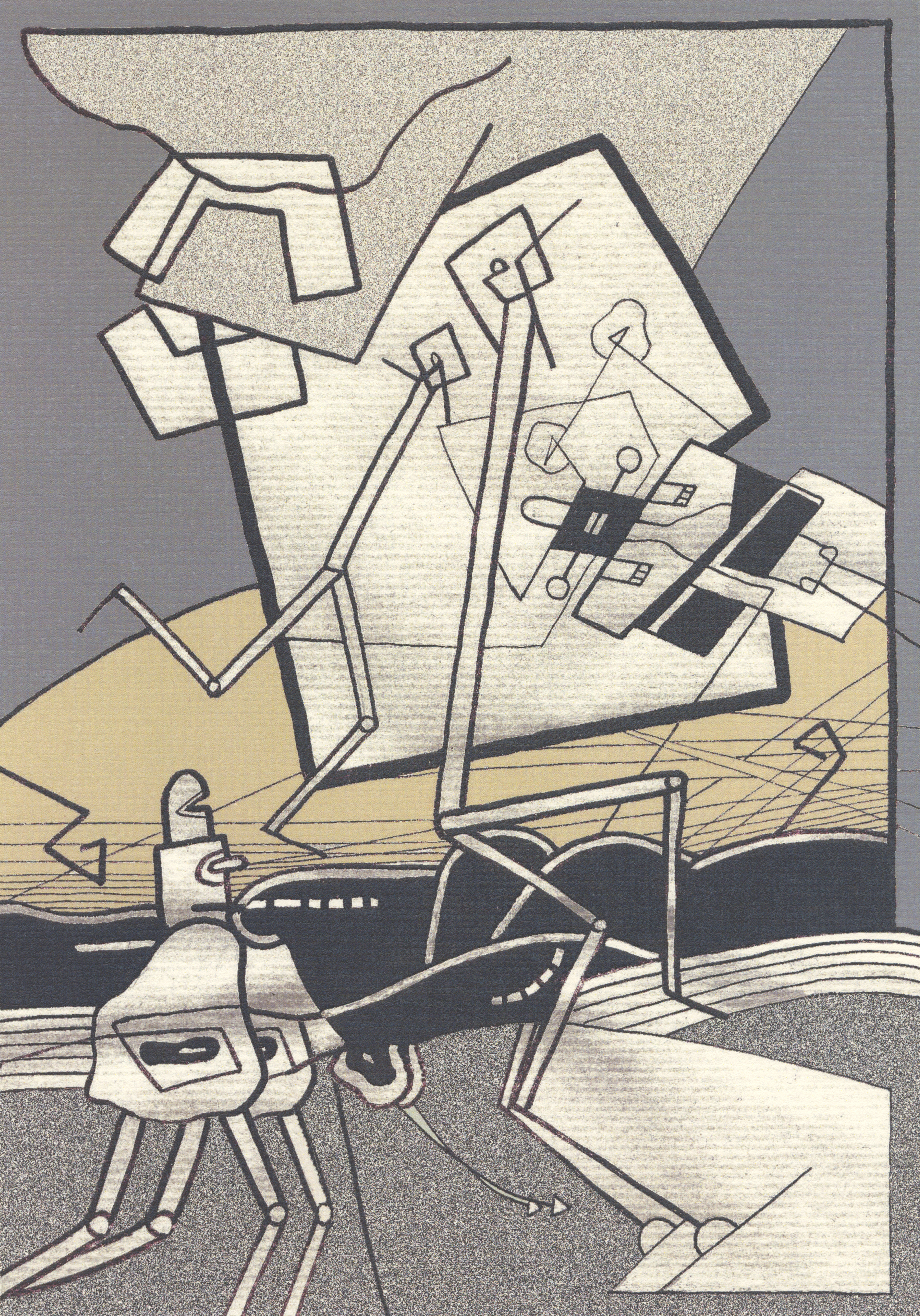

- Soubor:Výrobci_sněhobílých_látek,_akryl_(2),_1989.jpg
- Soubor:Výrobci_sněhobílých_látek,_akryl_(1),_1989.jpg
- Soubor:Průběh_plavby,_akryl_(2),_2012.jpg
- Soubor:Průběh_plavby,_akryl_(1),_2012.jpg
- Soubor:Hledání_ticha,_akryl,_2020.jpg
- Soubor:Co_letí,_akryl,_2019.jpg
- Soubor:Roman_Erben,_Asambláž,_1989.jpg
- Soubor:Asambláž,_1985.jpg
- Soubor:Asambláž_2001.jpg
- Soubor:Asambláž_1983.jpg
- Soubor:Asambláž_1986.jpg
- Soubor:Asambláž_1984.jpg
- Soubor:Počítačová_grafika_2001.jpg
- Soubor:Počítačová_grafika_2004.jpg
- Soubor:Počítačová_grafika_2002.jpg
- Soubor:Počítačová_grafika_2006.jpg